# Radiopostaja Drvar
Radiopostaja Drvar je bila javna lokalna radio postaja na hrvatskom jeziku čije je sjedište u općini Drvaru.
Emitirao od dolaska hrvatskih snaga u BiH 1990-ih. Uređivala ga je Jadranka Lovrenović, koja je bila jedna od prvih članica osoblja Radio Bobovca, kad se program emitirao iz studija u Kiseljaku jedan sat dnevno. Postaja je bila vrlo slušana i dobre programske sheme. Nažalost, postaja nije izdržala neka unutarnja previranja.
Krajem 1997. godine počinje povratak Srba u Drvar, Glamoč i Grahovo, a već u prvoj polovici 1998. godine SFOR nasilno istjeruje Hrvate iz njihovih domova i bivaju sve teža vremena za hrvatski Radio Drvar. Za Hrvate su osobito bila teška vremena dok je visoki međunarodni predstavnik za BiH bio Wolfgang Petritsch.
1998. godine emitirao je 5,5 sati programa i bila je među 28 hrvatskih radio postaja u Federaciji BiH.
Radiopostaja Drvar trpila je i zbog mjera Neovisnog povjerenstva za medije (IMC), pa je bila suspendirana i novčano kažnjavana jer je "kršila Kodeks" tog Povjerenstva, koje je osnovala međunarodna zajednica.
Postaja je zapošljavala petoro djelatnika. Ravnatelj radiopostaje bio je Mijo Brkić. 2000-ih je vladajuća stranka u toj općini (SNSD) po svemu sudeći htjela ugasiti tu radijsku postaju. Cilj gašenja je bio da gašenjem postaje koja program emitira na hrvatskom jeziku primora Hrvate da napuste i radiopostaju i drvarsku općinu, kako je javila NINA. Djelatnici Radio Drvara stupili su 2005. u štrajk.  
Prekinuli su emitiranje programa 16. veljače 2006. jer općinske vlasti nisu poštovale sporazum iz prosinca 2005. o isplati zaostalih plaća i uplati doprinosa za zdravstveno i mirovinsko-invalidsko osiguranje. U izjavi za Radio Livno ravnatelj postaje je povodom tog štrajka rekao da su posrijedi razlozi političke naravi. Djelatnici ove radijske postaje do sada imali dosta nesuglasja s vladajućom strankom, kojoj nije odgovarao nacionalni sastav zaposlenih (četvoro hrvatske i samo jedan srpske nacionalnosti), emitiranje programa na hrvatskom, premda je ovaj medij otvoren i za srpski jezik kojim se inače koristi glavni urednik Radija koji je srpske nacionalnosti i član SNSD-a. Dok je trajao štrajk, postaja je svaki dan reemitirala Radija Herceg-Bosne, glazbu iz studija i džinglove. Tehničku opremu ovoj radio postaji donirala Vlada Republike Hrvatske. Ravnatelj je tad rekao da će u slučaju gašenja Radio Drvara donirana oprema biti vraćena donatoru.
4. travnja 2006. u Sarajevu su predstavnici RAK-a održali sastanak s načelnicom Drvara Ankom Papak-Dodik i članom Upravnom odbora JP Radiopostaje Drvar Ljiljana Dodik. Sastanku nije nazočio ravnatelj radiopostaje Mijo Brkić. Na sastanku je Regulatorna agencija za komunikacije (RAK) iznijela stavove da u skladu s uvjetima dozvole za zemaljsko emitiranje neće tolerirati nekorištenje dodijeljenih resursa, te da će poduzeti sve raspoložive mjere. 10. travnja 2006. godine stigao je dopis načelnici općini Drvar Anki Papak-Dodik i ravnatelju JP Radiopostaja Drvar Miji Brkiću od Regulatorne agencije za komunikacije (RAK). Agencija ih je upozorila da je krajnji rok za početak emitiranja programa te radiopostaje 30. travnja 2006., a ako ne počnu, upozoreni su da će biti pokrenut postupak oduzimanja dugoročne dozvole za zemaljsko emitiranje programa.
Na zahtjev načelnice općine Drvara Anke Papak–Dodik, direktora Javnog poduzeća Radiopostaja Drvar Mije Brkića i predsjednika Upravnog odbora te radijske postaje Milorada Trninića, RAK je poslao dopis. U dopisu od 5. svibnja RAK je odredio kao krajnji rok za početak emitiranja programa odredio 13. svibnja 2006., inače ide poduzimanje mjera.
Program je emitirala s odašiljača:
- 89,5 MHz (Velika Visoka, Drvar), snage 5 kW[16] (Oštrelj) (k10), snage 2,3[17]

## Vanjske poveznice
- Poskok.info  Arhivirana inačica izvorne stranice od 29. travnja 2017. (Wayback Machine) Radio Drvar - suviše hrvatski da bi opstao